# Nikola Hofmanova
Nikola „Niki“ Hofmanova (* 3. Februar 1991 in Chomutov, Tschechoslowakei) ist eine ehemalige österreichische Tennisspielerin mit tschechischen Wurzeln.

## Leben und Karriere
Ihre Familie übersiedelte nach Hornstein ins Burgenland. Seit dem dritten Lebensjahr spielt Hofmanova Tennis. Sie galt neben Tamira Paszek als große Nachwuchshoffnung im österreichischen Tennis. Von 2003 bis 2010 wurde sie von Jan Kukal trainiert, zuletzt coachte sie ihr Vater Martin Hofman.
Bis Mitte 2008 trat Hofmanova hauptsächlich bei Jugendturnieren an. Ihre größten Erfolge dort waren der Gewinn des Orange Bowl 2006 und der ITF Bangkok Metropolitan 2007. Im Jahr 2007 war sie die Nummer 4 der U18-Weltrangliste der ITF.
Auf der Damentour gewann sie 2008 das Future-Turnier beim UTC LaVille in Wien und erreichte sie beim Challenger-Turnier in Qarshi das Endspiel. 2009 war ihr erfolgreichstes Jahr auf der Tour. Sie gewann das $50.000-Challenger-Turnier in Fukuoka und stand bei den Turnieren in Nagano und Buchara im Endspiel. Außerdem wurde sie österreichische Hallenmeisterin im Einzel. Ihr größter Erfolg 2010 war der erneute Finaleinzug beim $50.000-Challenger-Turnier in Fukuoka.
2006 und 2009 spielte sie insgesamt vier Partien für die österreichische Fed-Cup-Mannschaft.
Zwischen Juni 2012 und Juli 2014 ist sie auf der Tour nicht angetreten. 2013 wurde sie in den Weltranglisten nicht mehr geführt, Ende 2014 stand sie im Einzel auf Position 1243.
Im Sommer 2015 spielte Hofmanova drei ITF-Turniere in Österreich; seit Ende August 2015 ist sie auf der Damentour aber neuerlich nicht mehr angetreten.

## Turniersiege

### Einzel
| Nr. | Datum          | Turnier | Kategorie   | Belag     | Finalgegnerin   | Ergebnis |
| --- | -------------- | ------- | ----------- | --------- | --------------- | -------- |
| 1.  | 9. August 2008 | Wien    | ITF $10.000 | Sand      | Nikola Vajdová  | 6:3, 6:1 |
| 2.  | 10. Mai 2009   | Fukuoka | ITF $50.000 | Teppich   | Chang Kai-chen  | 6:3, 6:2 |
| 3.  | 7. Mai 2011    | Buchara | ITF $25.000 | Hartplatz | Marta Sirotkina | 6:4, 7:5 |

### Doppel
| Nr. | Datum         | Turnier | Kategorie   | Belag     | Partnerin       | Finalgegnerinnen                          | Ergebnis         |
| --- | ------------- | ------- | ----------- | --------- | --------------- | ----------------------------------------- | ---------------- |
| 1.  | 26. Mai 2007  | Wien    | ITF $10.000 | Sand      | Teliana Pereira | Katarina Poljakova Zuzana Zlochová        | 7:61, 6:3        |
| 2.  | 29. März 2008 | Athen   | ITF $10.000 | Hartplatz | Vivienne Vierin | Raffaella Bindi Biljana Pawlowa-Dimitrova | 5:7, 7:5, [10:7] |

## Weltranglistenpositionen am Saisonende
| Jahr   | 2007 | 2008 | 2009 | 2010 | 2011 | 2012 | 2013 | 2014 | 2015 | 2016 |
| ------ | ---- | ---- | ---- | ---- | ---- | ---- | ---- | ---- | ---- | ---- |
| Einzel | 597  | 406  | 187  | 257  | 286  | 445  | —    | 1243 | —    | —    |
| Doppel | 743  | 673  | 425  | 314  | 281  | 1188 | —    | —    | 1011 | —    |